# Mesa (apellido)
Mesa, también Meza, es un apellido español. En el español medieval predomina la variante Meza, antes de que sucediera el reajuste consonántico que daría origen al español contemporáneo.

## Distribución
Según el Instituto Nacional de Estadística el apellido tiene su mayor distribución en las Islas Canarias —región con fuerte influencia andaluza y en Andalucía—. La provincia española con el mayor número de personas con apellido Mesa es Santa Cruz de Tenerife (4,936‰ de la población total). En Andalucía lidera la Provincia de Córdoba con 1,759‰ (Instituto Nacional de Estadística). Los municipios andaluces con la mayor frecuencia relativa del apellido Mesa son Beas de Granada (Granada) y Zuheros (Córdoba) donde el 13,051% (uno de cada siete personas aprox.) y 3,733%, respectivamente, lleva dicho apellido (Instituto de Estadística de Andalucía). Por otro lado, en las Provincias andaluzas de Almería y Huelva el apellido Mesa no aparece frecuentemente.
Por la emigración española hacia América entre los siglos XVI y XVIII también es frecuente en Hispanoamérica, sobre todo con la variante Meza, que dominaba en aquel época. La aparición del apellido en zonas europeas no hispanohablantes, como en Países Bajos (Ámsterdam), Bélgica (Amberes), Reino Unido (Londres) o Dinamarca (Copenhague), se explica por la emigración de judíos españoles, durante la inquisición española, a estos países entonces más liberales.

## Origen geográfico
Mesa es un apellido de origen geográfico incierto. Sin embargo, se sabe que al menos desde el siglo XV hubo personas de apellido Mesa/Meza en la ciudad de Toledo. Probablemente de allí pasó a Andalucía y la Extremadura meridional, y después a las Islas Canarias. En su libro sobre la Nobleza de Andaluzia, en 1588, Gonzalo Argote de Molina supone que en Andalucía el apellido tiene su centro en Úbeda.

## Etimología
Es probablemente un apellido toponímico que se refiere a meseta o mesa geomorfológica. También podría referirse al topónimo bíblico מֵשָׁא, mēšā', que se encuentra por Sefarad.[cita requerida]